# Гюльназарян, Хажак Месропович
Хажак Месропович Гюльназарян (арм. Խաժակ Մեսրոպի Գյուլնազարյան, 11 августа 1918, Эривань — 22 декабря 1995, Ереван) — советский и армянский писатель и сценарист.

## Биография
Родился в Ереване в 1918 году. В 1941 году окончил философский факультет Ереванского государственного университета. Автор более 50 книг, значительная часть которых переведена на различные языки. Имеет звание доктора филологических наук (1972, тема диссертации «Армянская критическая мысль 1920-х годов»). В 1986 году был удостоен диплома международного совета по детской и юношеской литературе имени Х. К. Андерсена.

## Творчество
1986 год — сборник рассказов «Искатели золота», 1975 год — сборник рассказов «Неотправленные письма», 1981 год — сборник рассказов «Открытые окна моего дома». 1966 — «Где-то кончался горизонт»

## Награды
- Орден Отечественной войны 2 степени (6.11.1985).
- Орден «Знак Почёта» (22.08.1986).
- Заслуженный деятель культуры Армянской ССР (1985).
- Государственная премия Армянской ССР (1972).